# المكتبة الوطنية المركزية للبرمجيات
المكتبة المرجعية الوطنية للبرامج (مُختصر: NSRL) هي مشروع تابع للمعهد الوطني للمعايير والتكنولوجيا (مُختصر: NIST) يحتفظ بمستودع للبرامج المعروفة وملفات تعريف الملفات وتوقيعات الملفات لاستخدامها في تطبيق القانون ومساعدة المنظمات الأخرى المشاركة في تحقيقات الأدلة الجنائيّة الرقميّة. المشروع مدعوم من قبل المعهد الوطني للعدل التابع لوزارة العدل الأمريكية، ومكتب التحقيقات الفيدرالي (مُختصر: FBI)، ومختبر الأدلة الجنائية الحاسوبية الدفاعية (DCFL)، وخدمة الجمارك الأمريكية، وبائعي البرمجيّات، وإنفاذ القانون على مستوى الولاية والمحلية. كما يوفر بيئة بحث للتحليل الحسابي لمجموعات كبيرة من الملفات.

## عناصر
تتكون هذهِ المكتبة من ثلاثة عناصر رئيسية:
1. مجموعة مادية كبيرة من حزم البرامج التجارية (مثل أنظمة التشغيل وبرامج التطبيقات الجاهزة)
2. قاعدة بيانات تحتوي على معلومات مفصلة ، أو بيانات وصفية، حول كل ملف يشكل كل حزمة من حزم البرامج هذه.
3. مجموعة بيانات عامة أصغر تحتوي على البيانات الوصفية الأكثر استخدامًا لكل ملف في المجموعة يتم نشره وتحديثه كل ثلاثة أشهر. وهذا ما يسمى مجموعة البيانات المرجعية..

## مجموعة البيانات المرجعية
تجمع المنصة البرمجيات من مصادر مختلفة وتحسب ملخصات الرسائل أو قيم تجزئة التشفير منها. يتم تخزين الملخصات في مجموعة البيانات المرجعية (RDS) والتي يمكن استخدامها لتحديد الملفات المعروفة على الوسائط الرقمية. سيساعد هذا في تخفيف الكثير من الجهد المبذول في تحديد الملفات المهمة كدليل على أجهزة الكمبيوتر أو أنظمة الملفات التي تم الاستيلاء عليها كجزء من التحقيقات الجنائية. على الرغم من أن تجزئة RDS تحتوي على بعض البرامج الضارة (مثل إخفاء المعلومات وأدوات القرصنة ) ، إلا أنها لا تحتوي على مواد غير مشروعة (مثل الصور غير اللائقة).
في عام 2004، أصدرت المكتبة مجموعة من التجزئة للتحقق من برامج التصويت الإلكتروني، كجُزء من إستراتيجية أمن التصويت الإلكتروني الخاصة بلجنة المساعدة الانتخابية الأمريكية.
اعتبارًا من 1 أكتوبر 2013، أصبحت مجموعة البيانات المرجعية تحمل إصدار 2.42 وتحتوي على أكثر من 33.9 مليون معلومة تقنية وتتضمن مجموعة البيانات متاحة مَجانًا للجمهور.
بالإضافة إلى نُـظُم التشغيل وبرامج التطبيقات، جمعت المكتبة أيضًا العديد من عناوين ألعاب الفيديو الشهيرة لاستخدامها كجزء من التحاليل الجنائية للبيانات، وكذلك لتكون بمثابة حفظ لألعاب الفيديو .

## روابط خارجية
- الموقع الرسمي